# Acta Universitatis Lodziensis. Folia Sociologica
Acta Universitatis Lodziensis. Folia Sociologica – czasopismo naukowe wydawane przez Wydawnictwo Uniwersytetu Łódzkiego, afiliowane przy Instytucie Socjologii UŁ, poruszające szeroko rozumianą problematykę społeczną. 

## O czasopiśmie
Folia Sociologica to kwartalnik Uniwersytetu Łódzkiego ukazujący się od 1980 roku. Od początków swego istnienia poruszał problematykę zmian, jakim podlegały polskie i europejskie społeczeństwa. Wśród artykułów znajdują się prezentacje i raporty z badań, analizy społeczno-polityczne, interesujące teksty analityczne i metodologiczne.
W czasopiśmie publikowane są artykuły będące wynikiem oryginalnych badań empirycznych indywidualnych i zespołowych, mieszczące się w polu nauk społecznych i humanistycznych, teksty odwołujące się do klasycznej i współczesnej refleksji socjologicznej, odnoszące się do wszystkich jej subdyscyplin, opracowania podejmujące problematykę łączącą socjologię z innymi dyscyplinami: antropologią, etnografią, nauką o polityce, psychologią społeczną, psychosocjologią, demografią, nauką o zarządzaniu.
Recenzja tekstów prowadzona jest zgodnie z modelem double blind review. Każdy artykuł sprawdzany jest przez przynajmniej dwóch recenzentów. Wszystkie artykuły dostępne są w Otwartym Dostępie (Open Access) na licencji CC BY-NC-ND.

## Rada Programowa
- prof. zw. dr hab. Zbigniew Bokszański (Uniwersytet Łódzki, Polska)
- prof. Martina Endepohls – Ulpe (Uniwersytet w Koblencji-Landau, Niemcy)
- prof. Christine Fontanini (Université de Lorraine, Francja)
- dr hab. Jolanta Grotowska-Leder, prof. UŁ (Uniwersytet Łódzki, Polska)
- prof. zw. dr hab. Irena Machaj (Uniwersytet Szczeciński, Polska)
- dr Krzysztof Nawratek (The University of Sheffield, School of Architecture, Wielka Brytania)
- prof. Claudia Quaiser-Pohl (Uniwersytet w Koblencji-Landau, Niemcy)
- prof. zw. dr hab. Danuta Walczak-Duraj (Uniwersytet Łódzki, Polska)
- prof. zw. dr hab. Wojciech Świątkiewicz (Uniwersytet Śląski, Polska)

## Redaktorzy
- dr hab. Ewa Malinowska, prof. UŁ - red. nacz. (Uniwersytet Łódzki, Polska)
- prof. zw. dr hab. Bogusław Sułkowski - red. językowy (Uniwersytet Łódzki, Polska)
- dr hab. Piotr Szukalski, prof. UŁ - red. statystyczny (Uniwersytet Łódzki, Polska)
- dr Marcin Kotras  - red. prowadzący (Uniwersytet Łódzki, Polska)
- dr Emilia Garncarek - red. prowadzący (Uniwersytet Łódzki, Polska)

## Bazy
- Arianta
- BazHum
- BazEkon
- CEJSH
- CEEOL
- DOAJ (Directory of Open Access Journals)
- EBSCO
- ERIH PLUS
- Index Copernicus
- MIAR
- PBN